# Tentativa de golpe de Estado na República Centro-Africana em 2001
Uma tentativa de golpe de Estado foi realizada na noite de 27-28 de maio de 2001 pelas forças dos comandos das forças armadas da República Centro-Africana, que tentaram derrubar Ange-Félix Patassé. A tentativa de golpe falhou, porém a violência continuou na capital nos dias seguintes. 
O golpe foi patrocinado por André Kolingba e teve o efeito de dividir as forças armadas do país em dois campos opostos: um apoiando Ange-Félix Patassé e o outro apoiando François Bozizé. 